# Rachel Fontaine
Pour les articles homonymes, voir Fontaine.
Rachel Fontaine est une actrice québécoise.

## Biographie
Rachel Fontaine est née le 16 mai 1977 à Montréal au Québec. Elle a étudié en théâtre au Conservatoire Lasalle, et depuis, la jeune comédienne a obtenu de nombreux rôles au petit écran.
À la télévision, les jeunes l'ont connue grâce à la comédie de situation Radio Enfer, dans laquelle elle interprétait Maria Lopez. De plus, Rachel a joué dans plusieurs téléséries et téléromans dont Cauchemar d'amours, Histoires de filles, Ent'Cadieux, Avoir su…, Zap et Le Sorcier. Au cinéma, on a pu la voir dans quelques films tels que Sous-sol, Pendant ce temps…, ainsi que Les Boys 3. Elle est également apparue dans la série canadienne Student Bodies (Vice Versa au Québec) dans laquelle elle jouait une étrangère française.
Cette comédienne a beaucoup d'expérience en arts martiaux et en équitation.
Rachel est mariée depuis des années avec Daniel Roby et ont un fils prénommé Elliott.
En 2023, Fontaine a révélé qu'elle avait reçu un diagnostic d'autisme.

## Filmographie
- 1993 : Ent'Cadieux (série télévisée) : Jessica Bergeron
- 1995-2001 : Radio Enfer (série télévisée) : Maria Lopez
- 1997 : Vice Versa (Student Bodies) (série télévisée) : Étrangère italienne
- 1997 : Urgences (série télévisée) : Danseuse droguée
- 1998 : Histoires de filles (série télévisée) : Mannequin Zazou
- 1998 : Pendant ce temps... : L'amoureuse
- 2001 : Avoir su... (série télévisée) : Julie St-Onge
- 2003 : Vice Versa (Student Bodies) (série télévisée) : Italienne
- 2004 : Elles étaient cinq : Vendeuse boutique de mode
- 2014 : 30 vies (série télévisée) : Caroline Brault (mère d'Amélie)

## Directrice de casting
- Le Négociateur
- Les Lavigueur, la vraie histoire